# 布布·西塞
布布·西塞（法語：Boubou Cissé，1974年—）是马里政治人物，2019年4月担任马里总理，2020年8月马里政变后辞职。他还曾任经济财政部长和矿业部长。

## 教育背景
布布·西塞拥有奥弗涅大学的硕士学位和艾克斯-马赛大学的经济学博士学位。

## 职业生涯
西塞的职业生涯始于2005年，当时他是世界银行驻美国华盛顿特区的经济学家。2008年，他被提升为首席经济学家兼人力发展部项目总监。他后来在尼日利亚和尼日尔担任世界银行常驻代表。
西塞于2019年在前总理苏梅卢·布贝耶·马伊加及其政府辞职后被任命为马里总理。他曾在2013年任工业和矿业部长，2014年4月任矿业部长，2016年起任经济财政部长。
2020年8月18日，西塞和总统易卜拉欣·布巴卡尔·凯塔在2020年马里政变中被叛变部队拘留。次日，随着凯塔总统解散议会和政府，西塞被免职。

## 其他活动
- 国际货币基金组织，理事会当然成员（自2016年起）[7]
- 伊斯兰开发银行，理事会当然成员（自2016年起）[8]
- 世界银行，理事会当然成员（自2016年起）[9]